# Gaczyska
Gaczyska – wieś sołecka w Polsce położona w województwie mazowieckim, w powiecie ostrołęckim, w gminie Baranowo.
W 1839 roku pojawia się nazwa „Gaciska Bałda” potem Gaczyska. Pierwotna nazwa pochodzi od „gać” – faszyny, pęków chrustu związanych i tworzących w ten sposób pomost, groble przez bagna.

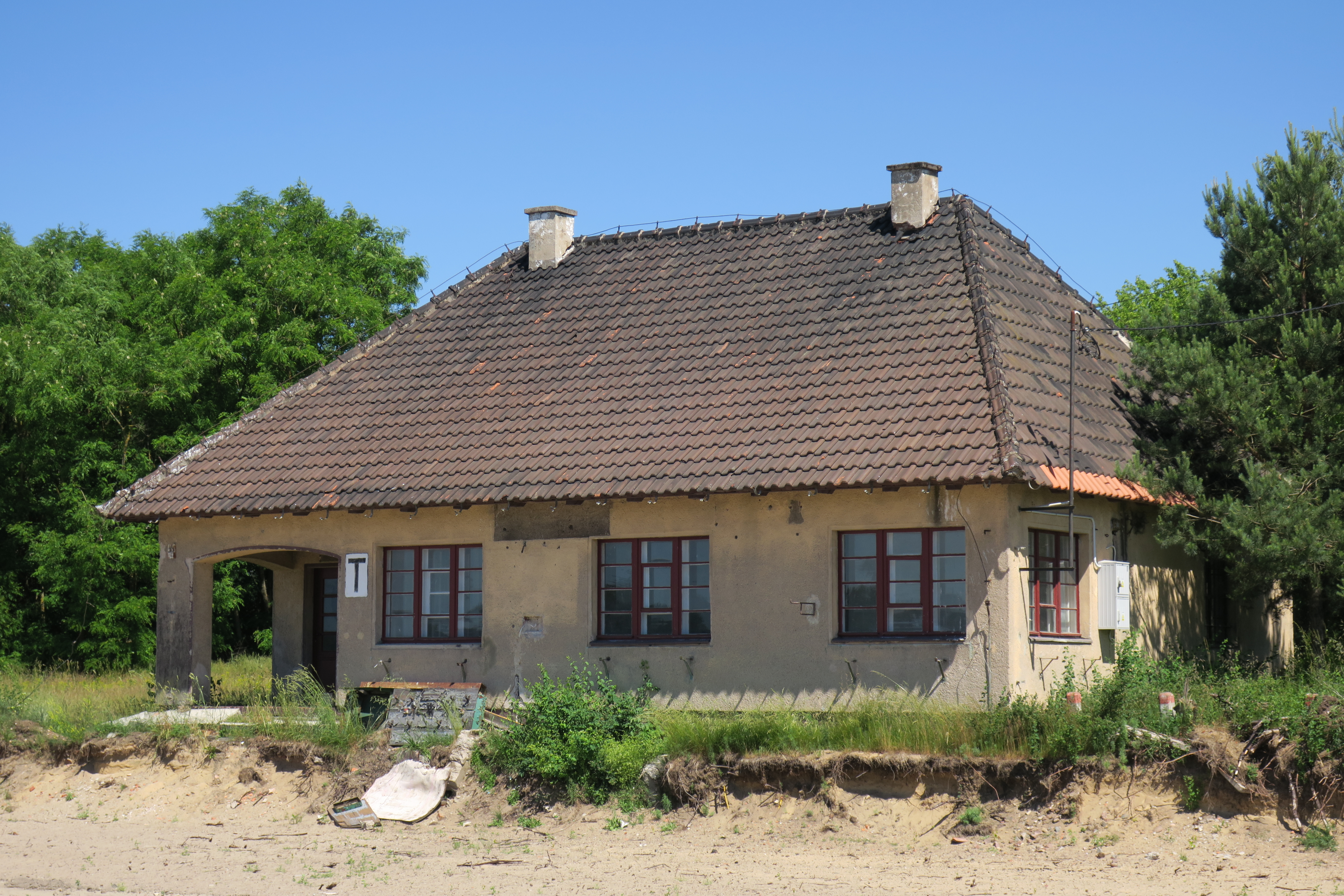
Budynek stacji kolejowej w Gaczyskach

W latach 1975–1998 miejscowość administracyjnie należała do województwa ostrołęckiego.
Wieś typowo rolnicza. Mieszkańcy utrzymują się przede wszystkim z produkcji mleka. Głównymi odbiorcami są dwa zakłady przemysłu mleczarskiego – Spółdzielnia Mleczarska "Kurpie" i Zakład Mleczarski "Hochland" umiejscowione w pobliskiej miejscowości gminnej Baranowo.
Przez wieś biegnie linia kolejowa Ostrołęka - Szczytno zbudowana przez Niemców w 1915 roku. Ostatnie pociągi na tej linii kursowały na początku XXI wieku. Od tamtej pory linia jest nieaktywna.
Wierni kościoła rzymskokatolickiego należą do parafii Świętego Bartłomieja Apostoła w Baranowie.